# Социалистический автономный край Воеводина
Социалистический автономный край Воеводина (сербохорв. Socijalistička Autonomna Pokrajina Vojvodina / Социјалистичка Аутономна Покрајина Војводина, серб. Социjалистичка Аутономна Покраjина Воjводина, хорв. Socijalistička Autonomna Pokraijna Vojvodina, венг. Vájdasag szocialista autonóm tartománya , рум. Provincia autonomă socialistă Vojvodina, словац. Socialistická autonómna pokrajina Vojvodina
) — один из двух автономных краёв Социалистической Республики Сербия в составе Югославии, существовавших в 1944—1990 годах. Столица — Нови-Сад. До 1963 года — Автономный край Воеводина (сербохорв. Autonomna Pokrajina Vojvodina / Аутономна Покрајина Војводина).

## История
Автономный край Воеводина (сербохорв. Autonomna Pokrajina Vojvodina / Аутономна Покрајина Војводина) был создан в 1944 году, как край Сербии (включая Срем, Банат и Бачка) и обладал небольшим уровнем автономии в составе СР Сербии. Вместо прежнего имени «Дунайская бановина», область восстановила своё историческое название Воеводина, а её центром остался Нови-Сад. В 1963 году в название провинции добавили слово «Социалистический», а с 1974 года согласно Конституции СФРЮ провинция получила более широкие права самоуправления и де-факто была признана как субъект Югославской Федерации, получив право голосования на уровне Сербии.
В годы правления Слободана Милошевича социалистическим автономным краям Воеводина и Косово вернули прежний статус согласно указу от 28 сентября 1990 года, образовав тем самым автономные края Воеводина и Косово и Метохия.

## Население
По данным переписи 1981 года в Воеводине проживало 1 952 303 человек, из них по национальностям:
- Сербы — 1154664 чел. (56,5%)
- Венгры — 385,356 (18,9%)
- Хорваты — 119,157 (5,9%)
- Словаки — 69,549 (3,4%)
- Румыны — 47,289 (2,3%)
- Русины — 24,306 (1,0%)
- Другие — 238,406 (12,0%)

Сербохорватский язык являлся основным официальным языком, другие же (венгерский, румынский, русинский) признавались в качестве региональных.

## Руководители САК Воеводины

### Председатели
- Председатели Антифашистского собрания народного освобождения Воеводины (1943–1945)
  - Никола Грулович (ноябрь 1943 – 1945)
  - Йован Веселинов (1944—1945)
- Председатели Народного собрания АК Воеводины (1945–1974)
  - Йован Веселинов (1945 — июль 1947)
  - Лука Мркшич (июль 1947 – декабрь 1953)
  - Стеван Дороньский (декабрь 1953 — 18 июля 1963)
  - Радован Влайкович (18 июля 1963 — 20 апреля 1967)
  - Илия Раячич (20 апреля 1967 — 5 июня 1973)
  - Сретен Ковачевич (5 июня 1973 – ноябрь 1974)
- Главы Президиума САК Воеводины (1974–1990)
  - Радован Влайкович (ноябрь 1974 – ноябрь 1981)
  - Предраг Владисавлевич (ноябрь 1981 – май 1982)
  - Данило Кекич (май 1982 – май 1983)
  - Джордже Радосавлевич (май 1983 – 4 мая 1984)
  - Нандор Майор (4 мая 1984 — 7 мая 1985)
  - Предраг Владисавлевич (7 мая 1985 – май 1986)
  - Джордже Радосавлевич (май 1986 – май 1988)
  - Нандор Майор (май 1988 – май 1989)
  - Югослав Костич (май 1989 – январь 1991)

### Премьеры
- Председатели Верховного веча САК Воеводины (1945–1991)
  - Александар Шевич (9 апреля 1945 — 5 сентября 1947)
  - Лука Мркшич (5 сентября 1947 — 20 марта 1953)
  - Стеван Дороньский (20 марта 1953 – декабрь 1953)
  - Геза Тиквицкий (декабрь 1953 – 22 июля 1962)
  - Джурица Йойкич (22 июля 1962 – 18 июля 1963)
  - Илия Раячич (18 июля 1963 — 20 апреля 1967)
  - Стипан Марушич (20 апреля 1967 – октябрь 1971)
  - Франьо Нач (октябрь 1971 – 6 мая 1974)
  - Никола Кмезич (6 мая 1974 — 5 мая 1982)
  - Живан Марель (5 мая 1982 – май 1986)
  - Йон Србован (май 1986 – 24 октября 1989)
  - Средойе Ерделян (24 октября 1989 – 1989)
  - Йован Радич (1989 – 1991)